# 日出乳酪蛋糕

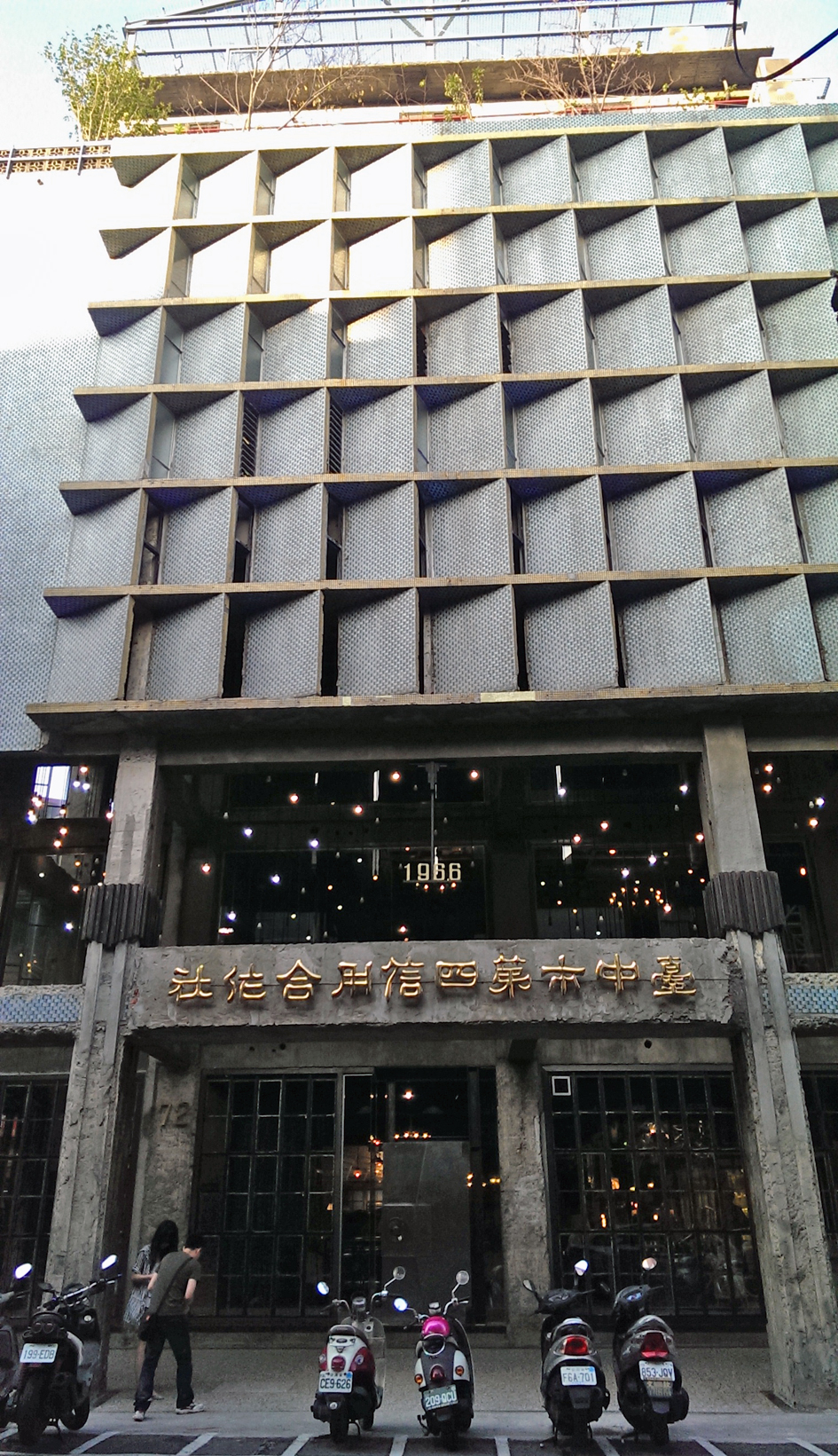
日出.四信門市

日日出股份有限公司（對外稱為日出乳酪蛋糕）是由臺灣臺中市糕餅甜點商創立的品牌，目前在臺中市擁有六間不同主題的門市。

## 歷史
- 2002年4月，「日出．大地」門市於美術園道旁開幕，起初專賣重乳酪蛋糕。
- 2006年1月，首創以鳳梨為內餡的土鳳梨酥（鳳梨酥內餡以冬瓜為主），隨後土鳳梨酥陸續在台灣各地開始出現[1]。
- 2012年1月，將宮原眼科醫院購入整建的「日出．宮原眼科」開幕[2]，陸續增加巧克力、冰淇淋、飲料（茶飲）等商品。關閉位在大隆商圈的日出．修道院門市。
- 2013年8月，將原臺中市第四信用合作社總社整建成「日出．四信」門市開幕[3]，增賣滷味、茶葉蛋、豐仁冰。
- 2019年6月，於台中公園旁開設「日出．櫟社」門市。
- 2023年將首度在臺中市以外地區開設門市，預計下半年於臺南市中西區赤崁東街日式宿舍開設「明治町冰淇淋」。[4]

## 外部連結
- 日出購物車網站 （页面存档备份，存于）